# Aérodrome de Skukuza
L'aérodrome de Skukuza (code IATA : SZK • code OACI : FASZ) est un aéroport dans le Parc national Kruger et situé à Skukuza, dans la province du Mpumalanga, en Afrique du Sud.

## Compagnies aériennes et destinations
| Compagnies | Destinations                   |
| ---------- | ------------------------------ |
| Airlink    | Johannesbourg OR Tambo, Le Cap |

Actualisé le 21/11/2023